# Refused Loves Randy
Refused Loves Randy è uno split EP dei gruppi musicali svedesi Refused e Randy, pubblicato nel 1995 dalla Startrec.

## Tracce
1. Refused – TV Freak (Randy)
2. Randy – Pump the Brakes (Refused)
3. Refused – Humanalogy (Randy)
4. Randy – Re-Fused (Refused)